# Eemmeer
Eemmeer är en 13,4 km² stor sjö i provinserna Flevoland, Utrecht och Noord-Holland i Nederländerna. Sjön har en ö, Dode Hond (död hund). Den är en i en serie av sjöar som används för att skilja Flevolands låga polder från högre fastland. Sjön är förbunden med Gooimeer i väst och Nijkerkernauw i öst.